# Wolne sołectwo
Wolne sołectwo – w przeszłości majątek ziemski stanowiący odrębną część wsi, posiadający przywilej uwalniający od obowiązku odrabiania pańszczyzny.
Majątek ziemski wolnego sołectwa powstawał przy zakładaniu nowej wsi na prawie niemieckim, albo przenoszeniu wsi na prawo niemieckie. Na podstawie Prawa lokacyjnego każdy gospodarz otrzymywał łan ziemi, od każdych pięciu łanów nadanych gospodarzom, jeden łan otrzymywało przyszłe sołectwo. Powstały majątek stanowił odrębną część wsi zwaną wolnym sołectwem. Wolne sołectwo posiadało przywilej uwalniający od obowiązku odrabiania pańszczyzny wydany przez właściciela wsi. Przywilej nie przynależał do nazwiska tylko do gospodarstwa. Zakupujący gospodarstwo, nabywał razem z gospodarstwem przywileje. Wsią na prawie niemieckim zarządzał sołtys, którym zazwyczaj był zasadźca wsi, posiadał on wolność osobistą a stanowisko było dziedziczne. Sołtys otrzymywał kilkułanowy przydział ziemi wolny od czynszów oraz prawo uzyskiwania dochodów w postaci 1/6 czynszów płaconych przez kmieci właścicielowi wsi oraz 1/3 opłat sądowych. Sołtys miał najczęściej prawo budowy młyna i karczmy. W stosunku do kmieci pełnił władzę administracyjną i sądowniczą w imieniu właściciela wsi, był sędzią pierwszej instancji. W sprawowaniu władzy sądowniczej pomagała mu ława wiejska złożona z kmieci. Gdy obszar wolnego sołectwa był znaczny, wówczas właściciel osadzał na nim dzierżawców.